# Betel (miasto biblijne)

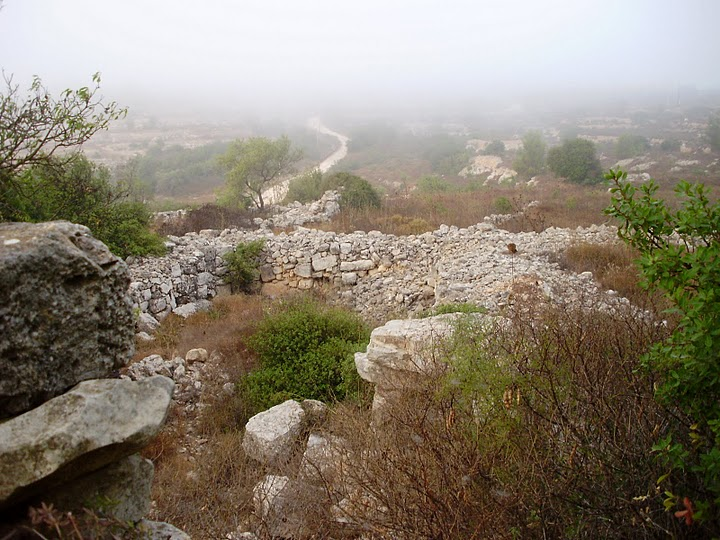
Ruiny w pobliżu współczesnego Bajtin

Betel (hebr. בֵּית אֵל, dosł. „Dom Boga”) – miasto biblijne, należące do pokolenia Efraima, utożsamiane z miejscowością Bajtin nieopodal Jerozolimy.

## Lokalizacja
Według Księgi Jozuego (Joz 16,1–4) Betel był położony na pograniczu obszaru należącego do pokolenia Efraima. Współcześnie jest identyfikowany z miejscowością Bajtin, zlokalizowaną na skrzyżowaniu szlaków około 18 km na północ od Jerozolimy.

## Badania archeologiczne

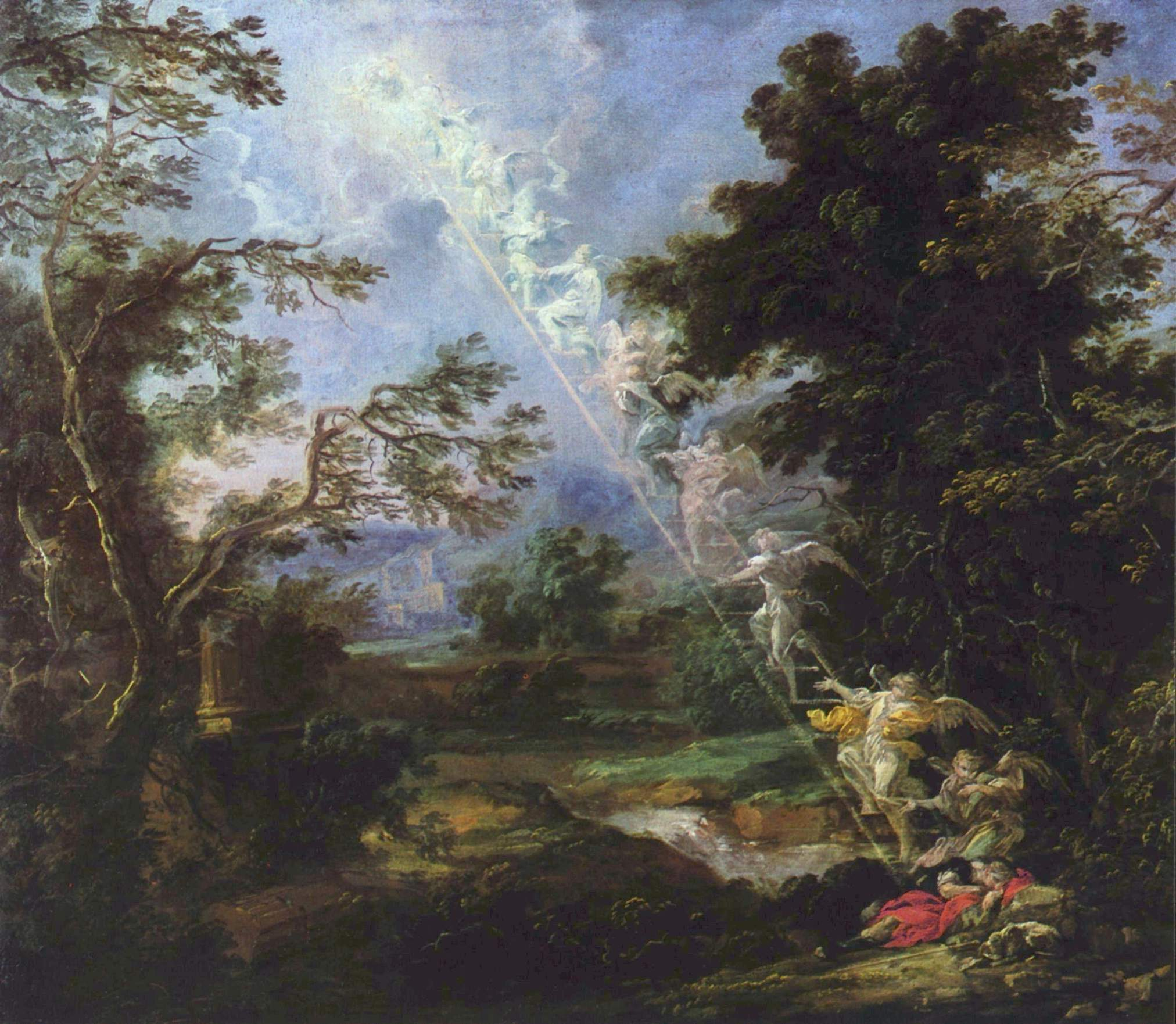
Michael Willmann Pejzaż ze snem Jakuba, około 1691 roku

Badania archeologiczne na obszarze, gdzie było położone starożytne miasto Betel, rozpoczęły się w 1934 roku. Ekspedycje archeologiczne pod kierunkiem Williama F. Albrighta i Jamesa L. Kelsa pracowały również w późniejszych latach – 1954, 1957, 1960. Najstarsza warstwa archeologiczna datowana jest na XXI wiek p.n.e. Znaleziono w niej kilka odłamków ceramiki. W młodszej warstwie z epoki brązu I odkryto pozostałości domostw i „wyżyny” – podwyższenia do składania ofiar. Na środkowy brąz II datowane jest powstanie najstarszych murów miejskich. Z późnego brązu pochodzą domostwa, w których znaleziono lokalną i importowaną ceramikę. Ostatnia warstwa z tej epoki zawiera ślady po spaleniu miasta w drugiej połowie I tysiąclecia p.n.e.
W najstarszej warstwie z epoki żelaza znaleziono pozostałości po ubogich domach. W warstwie, datowanej na X wiek p.n.e., znajdują się ślady po umocnieniach, które były modernizowane w późniejszych VIII i VII wiekach p.n.e. Fortyfikacje przyczyniły się do wznoszenia budynków mieszkalnych o wyższym standardzie. Ostatnia warstwa nosi ślady całkowitego zniszczenia miasta w VI wieku p.n.e. W okresie hellenistycznym osadnictwo na obszarze Betel odrodziło się i z różnym nasileniem trwało w czasach rzymskich i bizantyjskich.

## Historia
Najstarsze wzmianki o Betel zostały zawarte w Księdze Rodzaju (Rdz 13,3–4) w kontekście postawienia przez Abrahama ołtarza w pobliżu miejscowości oraz (Rdz 28,10–22) snu Jakuba, który na znak przymierza z Bogiem miał nadać miejscu nazwę „Betel”. Księga Sędziów (Sdz 1,2–26) podaje, że w wyniku wojny Jozuego z Kanaanem Betel został zajęty przez potomków Józefa. W tejże księdze (Sdz 20,26) wspomniano o istnieniu w Betel miejsca kultu, gdzie Debora (Sdz 4,5), a później Samuel (1 Sm 7,16) wydawali sądy. Prawdopodobnie kult w Betel miał metrykę sięgającą czasów pierwszych Patriarchów. Budowa świątyni jerozolimskiej przyczyniła się do osłabienia znaczenia religijnego Betel, dopiero po rozpadzie królestwa Izraela odrodził się. Za panowania Jeroboama według 1 Księgi Królewskiej (1 Krl 12,29) w Betel wzniesiono świątynię. 2 Księga Kronik (2 Krn 13,9) wzmiankuje o zajęciu Betel przez króla judzkiego Abiasza i następnym przejęciu władzy w mieście przez króla izraelskiego Baszę.
Betel został złupiony w 721 roku p.n.e. na skutek wojen Izraela z Asyrią. W 587 roku p.n.e. miasto zniszczyli Babilończycy. Według Księgi Nehemiasza (Ne 11,31) zostało zasiedlone po zakończeniu niewoli babilońskiej. W II wieku p.n.e. Betel według 1 Księgi Machabejskiej (1 Mch 9,50) został umocniony przez Bakchidesa. Józef Flawiusz w swojej Wojnie żydowskiej (IV, 551) wzmiankował o całkowitym zniszczeniu miasta przez wojska rzymskiego wodza Wespazjana.